# Matrixdisplay

Voorbeeld van een matrixdisplay.

Een matrixdisplay is een scherm dat met kleine lampjes wordt weergegeven. De technologie wordt vaak gebruikt bij digitale klokken en andere apparaten die geen geavanceerde schermen nodig hebben.